# Ligne de Ramdane Djamel à Jijel
La ligne de Ramdane Djamel à Jijel est l'une des lignes du réseau ferroviaire algérien. Longue de 136 km, elle relie  les villes de Ramdane Djamel et de Jijel, dans le nord-est de l'Algérie.

## Histoire
La première ligne projetée pour relier Djidjelli (actuelle Jijel) au réseau ferroviaire date de 1912. Il s'agissait de réaliser une ligne à voie métrique de 150 km qui rejoindrait celle d'Alger à Philippelvile au niveau de Bizot (actuelle Didouche Mourad). La ligne est décrétée d'utilité publique par la loi du 20 mars 1912. Les travaux ne débutent qu'en 1920 et n'atteindront à peine 75 km en 1931, s’arrêtant au niveau d'El Milia avec un raccordement de 15 km pour desservir les mines de Sidi Maarouf.
Une fois achevés en 1935, la ligne ne sera pas exploitée avant d'être déposée en 1943. Elle sera reconstruire jusqu'à Sidi Maarouf en 1947 avant d'être de nouveau abandonnée en 1955.
Le nouveau projet de cette ligne a été réalisé dans les années 1980 par le groupe français Bouygues qui a signé un contrat avec la SNTF le 16 juin 1983 pour une livraison en 1990. La ligne n’est en service que quelques mois ; que la détérioration des conditions sécuritaires durant la décennie noire provoque l'abandon de la ligne.
En juillet 2015, le doublement et électrification sur 48,5 km entre le complexe sidérurgique de Bellara et le port de Djedjen ont été lancés pour 20 mois pour 40 millions d'€ et réalisés par Infrarail.

## La ligne

### Caractéristiques
La ligne, d'une longueur de 136 km, est une voie unique à écartement standard et n'est pas électrifiée. La plateforme de la ligne et les ouvrages d'art sont prévus pour le passage de deux voies.
Elle compte une branche de 3 km en direction du complexe sidérurgique de Bellara (El Milia) et dispose d'une grande zone de triage à Bazoul à proximité du port de Djen Djen.

### Tracé et Profil
Bien que courte et sans trop de dénivelé, elle traverse le sud du Massif de Collo puis la vallée de l'oued El Kebir avant de longer la côté méditerranéenne jusqu'à Jijel.
À son extrémité est, la ligne est raccordée à la ligne d'Alger à Skikda par une double jonction : une, vers le nord, en direction de Skikda via la gare de Ramdane Djamel ; l'autre, vers le sud, en direction de Constantine via la gare de Salah Bouchaour. La gare de Jijel est le terminus ouest de la ligne. 

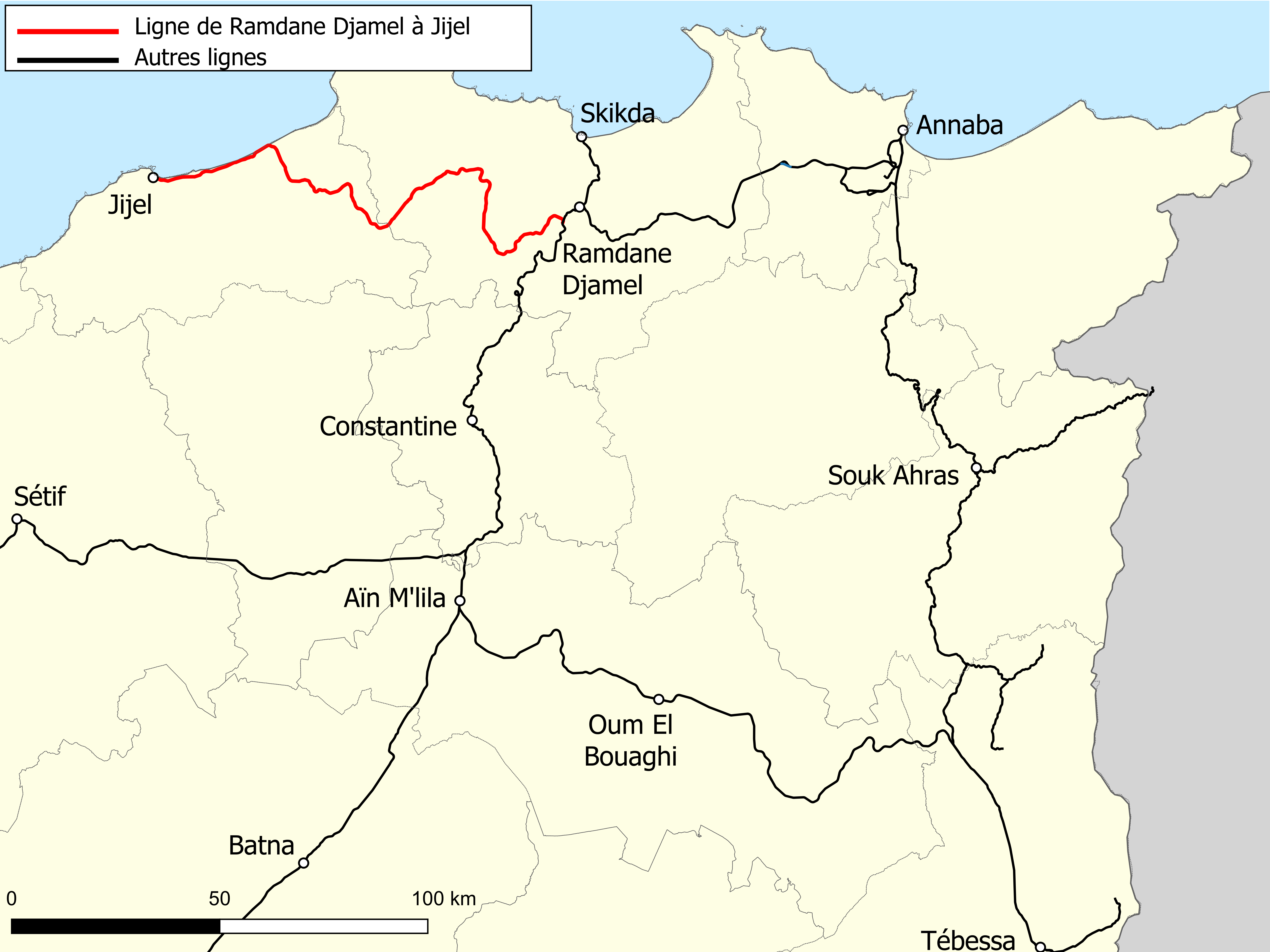
Localisation de la ligne de Ramdane Djamel à Jijel dans le nord-est de l'Algérie.

### Ouvrages d'art

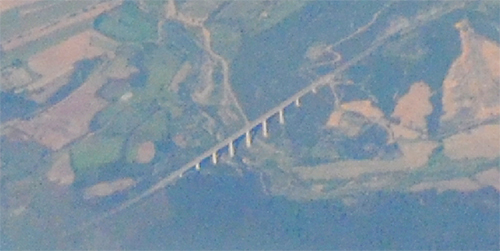
Vue aérienne du viaduc de l'oued El Ghezal.

La ligne dispose de huit tunnels, dont un de 2 660 m à Aïn Kechra et un second de 1 615 m à Sidi Mezghiche, et de cinq viaducs importants dont le principal, d'une longueur de 490 m, sur l'oued El Ghezal .

## Service ferroviaire
La ligne permet le trafic voyageurs et de marchandises. Elle est empruntée par les trains régionaux de la liaison Constantine à Jijel.

## Gares de la ligne
| Lieu           | (PK)       | Informations                                  |
| -------------- | ---------- | --------------------------------------------- |
| Ramdane Djamel | PK 0       | Trains grandes lignes, trains régionaux, fret |
| Emdjez Edchich | PK 7,000   | Trains régionaux                              |
| Sidi Mezghiche | PK 17,100  | Trains régionaux                              |
| Tamalous       | PK 41,880  | Trains régionaux                              |
| Aïn Rouibah    |            | Trains régionaux                              |
| Aïn Kechra     | PK 64,100  | Trains régionaux                              |
| Settara        |            | Trains régionaux                              |
| El Milia       | PK 85,700  | Trains régionaux                              |
| El Ancer       | PK 96,800  | Trains régionaux                              |
| Sidi Abdelaziz | PK 109,300 | Trains régionaux                              |
| Bazoul         | PK 122,300 | Trains régionaux, fret                        |
| Jijel          | PK 136,344 | Trains régionaux, fret                        |